# Софія Маттссон
Софія Магдалена Маттссон (швед. Sofia Magdalena Mattsson; нар. 11 листопада 1989, Єлліваре, Швеція) — шведська борчиня вільного стилю, чемпіонка світу, п'ятириразова чемпіонка Європи, дворазова чемпіонка Європейських ігор, медалістка Олімпійських ігор. Молодша сестра чемпіонки Європи з вільної боротьби Юганни Маттссон, яка на чемпіонаті світу 2010 року в Москві, як і Софія виборола бронзову нагороду у вазі до 59 кг.

## Спортивні результати на міжнародних змаганнях

### Виступи на Олімпіадах
| Змагання                    | Збірна | Вагова категорія          | Місце  |
| --------------------------- | ------ | ------------------------- | ------ |
| Літні Олімпійські ігри 2008 | Швеція | жіноча боротьба, до 48 кг | 12     |
| Літні Олімпійські ігри 2012 | Швеція | жіноча боротьба, до 55 кг | 7      |
| Літні Олімпійські ігри 2016 | Швеція | жіноча боротьба, до 53 кг | Бронза |
| Літні Олімпійські ігри 2020 | Швеція | жіноча боротьба, до 53 кг | 13     |

### Виступи на Чемпіонатах світу
| Змагання                        | Збірна | Вагова категорія          | Місце  |
| ------------------------------- | ------ | ------------------------- | ------ |
| Чемпіонат світу з боротьби 2007 | Швеція | жіноча боротьба, до 48 кг | 7      |
| Чемпіонат світу з боротьби 2009 | Швеція | жіноча боротьба, до 51 кг | Золото |
| Чемпіонат світу з боротьби 2010 | Швеція | жіноча боротьба, до 51 кг | Бронза |
| Чемпіонат світу з боротьби 2011 | Швеція | жіноча боротьба, до 59 кг | Срібло |
| Чемпіонат світу з боротьби 2013 | Швеція | жіноча боротьба, до 55 кг | Срібло |
| Чемпіонат світу з боротьби 2014 | Швеція | жіноча боротьба, до 53 кг | Срібло |
| Чемпіонат світу з боротьби 2015 | Швеція | жіноча боротьба, до 53 кг | Срібло |
| Чемпіонат світу з боротьби 2018 | Швеція | жіноча боротьба, до 55 кг | 7      |
| Чемпіонат світу з боротьби 2019 | Швеція | жіноча боротьба, до 53 кг | 28     |

### Виступи на Чемпіонатах Європи
| Змагання                         | Збірна | Вагова категорія          | Місце  |
| -------------------------------- | ------ | ------------------------- | ------ |
| Чемпіонат Європи з боротьби 2007 | Швеція | жіноча боротьба, до 48 кг | Бронза |
| Чемпіонат Європи з боротьби 2008 | Швеція | жіноча боротьба, до 51 кг | Срібло |
| Чемпіонат Європи з боротьби 2009 | Швеція | жіноча боротьба, до 51 кг | 10     |
| Чемпіонат Європи з боротьби 2010 | Швеція | жіноча боротьба, до 51 кг | Золото |
| Чемпіонат Європи з боротьби 2012 | Швеція | жіноча боротьба, до 55 кг | Срібло |
| Чемпіонат Європи з боротьби 2013 | Швеція | жіноча боротьба, до 55 кг | Золото |
| Чемпіонат Європи з боротьби 2014 | Швеція | жіноча боротьба, до 55 кг | Золото |
| Чемпіонат Європи з боротьби 2016 | Швеція | жіноча боротьба, до 53 кг | Золото |
| Чемпіонат Європи з боротьби 2019 | Швеція | жіноча боротьба, до 53 кг | 7      |
| Чемпіонат Європи з боротьби 2020 | Швеція | жіноча боротьба, до 55 кг | Бронза |

### Виступи на Європейських іграх
| Змагання              | Збірна | Вагова категорія          | Місце  |
| --------------------- | ------ | ------------------------- | ------ |
| Європейські ігри 2015 | Швеція | жіноча боротьба, до 55 кг | Золото |
| Європейські ігри 2019 | Швеція | жіноча боротьба, до 53 кг | Золото |

### Виступи на Кубках світу
| Змагання                    | Збірна | Вагова категорія          | Місце |
| --------------------------- | ------ | ------------------------- | ----- |
| Кубок світу з боротьби 2015 | Швеція | жіноча боротьба, до 55 кг | 8     |

### Виступи на Північних чемпіонатах
| Змагання                            | Збірна | Вагова категорія          | Місце  |
| ----------------------------------- | ------ | ------------------------- | ------ |
| Північний чемпіонат з боротьби 2013 | Швеція | жіноча боротьба, до 55 кг | Золото |
| Північний чемпіонат з боротьби 2014 | Швеція | жіноча боротьба, до 53 кг | Золото |
| Північний чемпіонат з боротьби 2019 | Швеція | жіноча боротьба, до 53 кг | Золото |

### Виступи на інших змаганнях
| Змагання                                                       | Збірна | Вагова категорія          | Місце  |
| -------------------------------------------------------------- | ------ | ------------------------- | ------ |
| Міжнародний меморіал Дейва Шульца 2007                         | Швеція | жіноча боротьба, до 48 кг | Бронза |
| Klippan Lady Open 2007                                         | Швеція | жіноча боротьба, до 48 кг | Бронза |
| Гран-прі Німеччини з боротьби 2007                             | Швеція | жіноча боротьба, до 48 кг | 8      |
| Турнір Дана Колова — Николи Петрова 2007                       | Швеція | жіноча боротьба, до 48 кг | Золото |
| Klippan Lady Open 2008                                         | Швеція | жіноча боротьба, до 48 кг | Золото |
| Гран-прі Німеччини з боротьби 2008                             | Швеція | жіноча боротьба, до 48 кг | Золото |
| Гран-прі Німеччини з боротьби 2009                             | Швеція | жіноча боротьба, до 51 кг | Бронза |
| Austrian Ladies Open 2009                                      | Швеція | жіноча боротьба, до 51 кг | Бронза |
| Золотий Гран-прі з боротьби 2009                               | Швеція | жіноча боротьба, до 51 кг | Бронза |
| Austrian Ladies Open 2010                                      | Швеція | жіноча боротьба, до 51 кг | Золото |
| Золотий Гран-прі з боротьби 2010 (Баку)                        | Швеція | жіноча боротьба, до 51 кг | Золото |
| Austrian Ladies Open 2011                                      | Швеція | жіноча боротьба, до 55 кг | Бронза |
| Золотий Гран-прі з боротьби 2011 (Баку)                        | Швеція | жіноча боротьба, до 55 кг | 11     |
| Тестовий турнір FILA 2011                                      | Швеція | жіноча боротьба, до 55 кг | Золото |
| Турнір Дана Колова — Николи Петрова 2012                       | Швеція | жіноча боротьба, до 55 кг | Золото |
| Золотий Гран-прі з боротьби 2012 (Кліппан )                    | Швеція | жіноча боротьба, до 55 кг | Золото |
| Гран-прі Іспанії з боротьби 2012                               | Швеція | жіноча боротьба, до 55 кг | Золото |
| Klippan Lady Open 2013                                         | Швеція | жіноча боротьба, до 55 кг | Золото |
| Гран-прі Іспанії з боротьби 2013                               | Швеція | жіноча боротьба, до 55 кг | Золото |
| Меморіал Вацлава Циолковського 2013                            | Швеція | жіноча боротьба, до 55 кг | Золото |
| Золотий Гран-прі з боротьби 2013 (Баку)                        | Швеція | жіноча боротьба, до 55 кг | Золото |
| Кубок Бразилії з боротьби 2013                                 | Швеція | жіноча боротьба, до 55 кг | Золото |
| Klippan Lady Open 2014                                         | Швеція | жіноча боротьба, до 55 кг | Бронза |
| Турнір міста Сассарі з боротьби 2014                           | Швеція | жіноча боротьба, до 53 кг | Золото |
| Гран-прі Іспанії з боротьби 2014                               | Швеція | жіноча боротьба, до 53 кг | Золото |
| Золотий Гран-прі з боротьби 2014 (Баку)                        | Швеція | жіноча боротьба, до 53 кг | 7      |
| Вогні Москви 2014                                              | Швеція | жіноча боротьба, до 53 кг | 5      |
| Турнір Дана Колова — Николи Петрова 2015                       | Швеція | жіноча боротьба, до 53 кг | Золото |
| Гран-прі Німеччини з боротьби 2015                             | Швеція | жіноча боротьба, до 53 кг | Золото |
| Гран-прі Іспанії з боротьби 2015                               | Швеція | жіноча боротьба, до 53 кг | Срібло |
| Золотий Гран-прі з боротьби 2015                               | Швеція | жіноча боротьба, до 53 кг | Срібло |
| Klippan Lady Open 2016                                         | Швеція | жіноча боротьба, до 53 кг | Золото |
| Pro Wrestling League 2017                                      | Швеція | команда                   | Срібло |
| Гран-прі Іспанії з боротьби 2018                               | Швеція | жіноча боротьба, до 55 кг | Золото |
| Відкритий чемпіонат Польщі з боротьби 2018                     | Швеція | жіноча боротьба, до 55 кг | Бронза |
| Гран-прі Німеччини з боротьби 2019                             | Швеція | жіноча боротьба, до 53 кг | Срібло |
| Турнір Дана Колова — Николи Петрова 2019                       | Швеція | жіноча боротьба, до 55 кг | 7      |
| Турнір міста Сассарі з боротьби 2019                           | Швеція | жіноча боротьба, до 55 кг | Золото |
| Відкритий чемпіонат Польщі з боротьби 2019                     | Швеція | жіноча боротьба, до 53 кг | Бронза |
| Klippan Lady Open 2020                                         | Швеція | жіноча боротьба, до 55 кг | Срібло |
| Гран-прі Франції Анрі Деглана 2021                             | Швеція | жіноча боротьба, до 53 кг | Золото |
| Олімпійський кваліфікаційний турнір з боротьби 2020 (Будапешт) | Швеція | жіноча боротьба, до 53 кг | Золото |

### Виступи на змаганнях молодших вікових груп
| Змагання                                          | Збірна | Вагова категорія          | Місце  |
| ------------------------------------------------- | ------ | ------------------------- | ------ |
| Північний чемпіонат з боротьби серед юніорів 2004 | Швеція | жіноча боротьба, до 43 кг | Золото |
| Північний чемпіонат з боротьби серед юніорів 2005 | Швеція | жіноча боротьба, до 46 кг | Золото |
| Північний чемпіонат з боротьби серед юніорів 2006 | Швеція | жіноча боротьба, до 49 кг | Золото |
| Чемпіонат світу з боротьби серед юніорів 2006     | Швеція | жіноча боротьба, до 48 кг | Золото |
| Чемпіонат світу з боротьби серед юніорів 2007     | Швеція | жіноча боротьба, до 48 кг | Золото |
| Чемпіонат Європи з боротьби серед кадетів 2004    | Швеція | жіноча боротьба, до 43 кг | Золото |
| Чемпіонат Європи з боротьби серед кадетів 2005    | Швеція | жіноча боротьба, до 46 кг | Золото |
| Чемпіонат Європи з боротьби серед кадетів 2006    | Швеція | жіноча боротьба, до 49 кг | Золото |